# Aartsbisdom Athene
Het aartsbisdom Athene (Latijn: Archidioecesis Atheniensis, Grieks: Ιερά Αρχιεπισκοπή Καθολικών Αθηνών, Ierá Archiepiskopí Katholikón Athinón) is een aartsbisdom van de Rooms-Katholieke Kerk in Griekenland. Het aartsbisdom, dat tevens geldt als apostolische administratuur voor het aartsbisdom Rhodos, is immediaat aan de Heilige Stoel.
De oorsprong van het aartsbisdom gaat terug tot de kruistochten. In 1205 werd het eerste aartsbisdom opgericht. In 1483 werd dit aartsbisdom opgeheven, waarna enkel nog het titulair aartsbisdom bestond. Pas in de negentiende eeuw werd het aartsbisdom heropgericht. De bouw van de kathedrale kerk van Sint Dionysius de Areopagiet ging aan de heroprichting van het aartsbisdom - in 1875 - door de zalige paus Pius IX vooraf.
In het aartsbisdom wonen ruim zes miljoen mensen van wie 1,6% zich rekent tot de Rooms-Katholieke Kerk. Het aartsbisdom kent 14 parochies die in totaal bediend worden door 19 priesters.
Sinds 14 juli 2021 is Theodoros Kontidis, S.J. aartsbisschop van Athene.